# Torleif Lännerholm
Torleif Erik Torsten Lännerholm, född den 22 januari 1923 i Vaxholm, död den 6 november 2020 på Lidingö, var en svensk oboist.

## Biografi
Torleif Lännerholm föddes 22 januari 1923 i Vaxholm. Han var son till musikfanjunkaren Gustaf Reinhold Johansson och Ragnhild Olava Petersen. Hans mor sjöng i operans kör och faderns var flöjtist. Lännerholm studerade för oboisten Georg Pegel. Lännerholm studerade vid Stockholms musikkonservatorium 1938–1943 och var förste oboist i Gävleborgs läns orkesterförening 1941–1942, i Kungliga hovkapellet 1943–1946 och solooboist i Sveriges Radios symfoniorkester 1946–1983. Han invaldes den 24 oktober 1974 som ledamot nr 790 av Kungliga Musikaliska Akademien. Han erhöll Litteris et Artibus 1994. Lännerholm är begravd på Lidingö kyrkogård.